# Rock the House
Rock the House és el tercer senzill de l'àlbum de debut de la banda britànica Gorillaz, anomenat també Gorillaz. Es va llançar a la fi de l'any 2001 sota la producció de Dan the Automator. El senzill arribà a la 18a posició a la llista britànica. La cançó compta amb la col·laboració vocal de Del tha Funkee Homosapien.
El videoclip fou dirigit per Jamie Hewlett i Pete Candeland. Aquest es caracteritza per la representació de Del tha Funkee Homosapien com un fantasma blau que apareix de l'interior de Russel Hobbs. Al principi hi apareix una referència a la pel·lícula The Shining.

## Llista de cançons
CD1
1. "Rock the House"
2. "The Sounder" (edit)
3. "Faust"
4. "Rock the House" (enhanced video)

CD2
1. "Rock the House"
2. "Ghost Train"
3. "19-2000"
4. "19-2000" (enhanced video)

Cassette
1. "Rock the House"
2. "The Sounder" (edit)
3. "Ghost Train"